# Church of God and Saints of Christ
Die Church of God and Saints of Christ ist eine israelitische Religionsgemeinschaft Schwarzer Hebräer, die 1896 von William Saunders Crowdy (1847–1908) in Lawrence, Kansas, gegründet wurde. Er gründete Gemeinden in mehreren Städten im Mittleren Westen und im Osten der Vereinigten Staaten von Amerika und schickte einen Abgesandten, um Gemeinden in mindestens sechs afrikanischen Ländern zu gründen. Später gründete die Kongregation Niederlassungen in Kuba und auf den Westindischen Inseln.

## Religiöse Glaubensvorstellungen

### Grundsätze
Die Sieben Grundsätze sind die grundlegenden Prinzipien, die die Lehre der Church of God and Saints of Christ zusammenfassen und dem Propheten Crowdy offenbart wurden. Sie dienen als Richtschnur für  Glauben und Verhalten und sind Teil des Bibelstudiums in der Church of God and Saints of Christ, um ihre Bedeutung und ihren feierlichen Charakter zu unterstreichen. Die Sieben Grundsätze werden ausführlicher in dem Werk The Revelation of God Revealed (deutsch: Die Offenbarung Gottes) erläutert, das Crowdy verfasst und am 16. Dezember 1902 in der Library of Congress kopiergeschützt wurde.
- 1. Grundsatz: Die Church of God and Saints of Christ (1 Kor 1,2 EU)
- 2. Grundsatz: Wein in der Kirche Gottes zu trinken ist für immer verboten (Lev 10,9 EU)
- 3. Grundsatz: Ungesäuertes Brot und Wasser symbolisieren Jesu Fleisch und Blut (Mt 26,26-28 EU)
- 4. Grundsatz: Fußwaschungen sind ein Gebot (Joh 13,1-8 EU)
- 5. Grundsatz: Das Vaterunser muss gelehrt werden (Mt 6,9-14 EU)
- 6. Grundsatz: Man muss in die Kirche Gottes mit einem heiligen Kuss der Mitglieder aufgenommen werden (Joh 20,22 EU, Röm 16,16 EU)
- 7. Grundsatz: Die Zehn Gebote müssen auf immer eingehalten werden (Exodus 20:1-18, Offb 22,14 EU)

### Zweige unterschiedlicher Glaubensvorstellungen
Crowdy lehrte seinen Glauben, dass Jesus von Nazaret der Sohn Gottes und Messias war. Gegenwärtig werden von Anhängern von Crowdy unterschiedliche Glaubensvorstellungen praktiziert. Der Hauptzweig mit Sitz in Belleville, Virginia, hat sich nach dem Tod von Crowdy dem Judentum zugewandt. Ein anderer Zweig mit Sitz in Cleveland, Ohio, hält an der ursprünglichen Lehre des Gründers von Jesus Christus als Sohn Gottes fest.
Bereits 1909 lösten sich lokale Zweige der Kongregation von der Gemeinde und gründeten eigene unabhängige Gemeinden. Heute haben zwei der Gruppen, die nicht mit Rabbi Jehu A. Crowdy, Jr. verbunden sind, ihren Sitz in Cleveland, Ohio, und New Haven, Connecticut.

### Glauben und Lehren
Die Church of God and Saints of Christ mit Sitz in Belleville, Virginia, bezeichnet sich selbst als „älteste afroamerikanische Gemeinde in den Vereinigten Staaten, die an den Lehren des Judentums festhält“. Die Gemeinde bekennt sich zum Glauben an den einen Gott, zur Liebe unter allen Menschen und zu den Zehn Geboten als Grundlage für ethisches und moralisches Leben. Ferner lehrt sie, dass es unter den Nachkommen der biblischen Israeliten auch Völker afrikanischer Abstammung gibt. Die Gemeinde glaubt „an die Gleichheit aller Menschen und die Gleichheit der Geschlechter“. Die Mitglieder glauben, dass Jesus weder Gott noch der Sohn Gottes war, sondern ein strenger Anhänger des Judentums und ein Prophet. Sie halten auch William Saunders Crowdy für einen Propheten.

## Religiöse Rituale
Die Church of God and Saints of Christ vereint Rituale, die sowohl aus der hebräischen Bibel als auch aus dem Neuen Testament stammen. Einige der Rituale, wie die Beschneidung, die Verwendung des hebräischen Kalenders, das Tragen von Kippot durch Männer, der Schabbatismus und die Feier des Pessachfestes und anderer religiöser Feiertage, basieren lose auf der Tora.
Zu den auf dem Neuen Testament basierenden Riten gehören die Taufe, die Konsekration von Brot und Wasser als Leib und Blut Christi und die Fußwaschung.

## Bezeichnung der Gläubigen
Trotz des Glaubensnamens sind die Mitglieder der Church of God and Saints of Christ keine Christen im herkömmlichen Sinne und lehnen eine solche Bezeichnung ab.

## Einrichtungen
Die Church of God and Saints of Christ errichtete ihren Hauptsitz 1899 in Philadelphia, und William Saunders Crowdy zog 1903 nach Washington, D.C. um. Im Jahr 1906 ernannte Crowdy Joseph Wesley Crowdy, William Henry Plummer und Calvin Samuel Skinner zu Leitern der Gemeinde. Unter ihrer Leitung wuchs die Mitgliederzahl der Kongregation weiter an. William Henry Plummer verlegte ihren Hauptsitz 1921 an ihren ständigen Standort in Belleville, Virginia, der 1903 von William S. Crowdy als beabsichtigter Hauptsitz der Gemeinde erworben worden war.
Skinner weihte 1931 Howard Zebulun Plummer zum Leiter der Kongregation. Er diente über 40 Jahre lang bis 1975. Bis 1936 zählte die Church of God and Saints of Christ mehr als 200 Tabernakel (Gemeinden) und 37.000 Mitglieder. 1975 übernahm Levi Solomon Plummer die Leitung der Kirche. Unter seiner Führung baute die Gemeinde an ihrem Hauptsitz, dem Tempel Beth El, in zwei Phasen (1980 und 1987) einen weiteren Tempel.
Danach begann die Gemeinde mit dem Wiederaufbau des ursprünglich von William S. Crowdy erworbenen Grundstücks in Virginia. Im Jahr 2001 wurde die Church of God and Saints of Christ von Rabbi Jehu A. Crowdy, Jr. geleitet, einem Urenkel von William Saunders Crowdy. Nach seinem Tod am 10. April 2016 im Alter von 46 Jahren übernahm Oberrabbiner Phillip Eugene McNeil die Leitung der Gemeinde.
Im Jahr 2005 gab es noch fünfzig Tabernakel in den Vereinigten Staaten, Dutzende in Afrika und eines in Kingston, Jamaika. Die Kongregation verwaltet auch Unternehmen und Wohnimmobilien an ihrem Hauptsitz in Belleville, Virginia, darunter ein Hotel und zwei Wohngemeinschaften für Senioren.